# 弥勒苣苔
弥勒苣苔（学名：Oreocharis mileensis），是中国特有的一种苦苣苔科植物。它们在1906年被首次发现并采集标本后100年都未被再次发现，被认为已灭绝。直至2006年，它们在云南石林县被重新发现。

## 分布及栖息地
弥勒苣苔是中国的特有种，分布于云南，广西隆林县和贵州。其模式标本采集于云南省弥勒县。
它们的栖息地位于海拔2000米-2600米的石灰岩林中。

## 历史
弥勒苣苔最早于1906年9月9日被法国传教士F. Ducloux在云南省弥勒县发现并采集，该标本保存于法国国家自然历史博物馆。但直至1997年它们才被中国科学院院士王文采在编写《中国植物志》时正式描述并命名。在2006年前，虽然对弥勒苣苔进行了多次搜寻行动，但都没有再次发现它们，其被认为已灭绝。但在2006年8月，昆明植物研究所的研究员在云南省石林县石灰岩山植物区系进行调查研究时再次发现了已有100年未见的弥勒苣苔，证实它们尚未灭绝。

## 描述

### 形态
弥勒苣苔是一种多年生的草本植物。无茎部，有短的地下茎；叶片基生，呈椭圆形或长圆状椭圆形，长2-4厘米；花期是在每年8月，果期在10月。它们与同科金盏苣苔属（Isometrum）植物形态较为相近。两属都有4个可育的雄蕊，冠瓣都比花冠筒短且5个花冠裂片的长度都相等。其形态区别在于弥勒苣苔的花冠有着四裂状的上唇和不分开的下唇；其雌蕊贴生于冠筒的中上部分；雌蕊有一个柱头。

### 特性
于2014年，昆明植物研究所的研究发现，弥勒苣苔在广义的马铃苣苔属中属于一个较为孤立且后生的类群，且具有较低的遗传多样性。分布于云南，广西和贵州的三个种群间受到明显的地理隔离，种群间的基因交流受限且类群间的基因分化有限，而在云南的种群因海拔和与村寨距离的差异产生了两个明显的演化分支。
同年的研究亦发现了它们是一种复苏植物，这类植物可以在极度干旱的环境下通过忍受细胞膜的损伤并在再次得到水分时修复细胞膜损伤的方式生存，但弥勒苣苔具有独特的复苏机制，在缺水情况下它们的细胞膜仍维持稳定不变直至濒临死亡时细胞膜才突然崩溃。这是因为弥勒苣苔的膜脂降解过程是通过较为复杂的二脂酰甘油进行，而不是常见的磷脂酶D介导的磷脂酸，这可以通过降低磷脂酶D的活性阻止膜脂降解的方式以维持细胞膜的稳定。

## 保育现状
2012年，中国国家林业局将弥勒苣苔被列为“云南省急需保护的五个物种”之一，并于同年10月开始建立石林圭山极小种群保护小区以保护它们。昆明植物研究所与圭山国家森林公园共同对其展开了研究与保育工作。
在中国物种红色名录中，弥勒苣苔被列为濒危，理由为弥勒苣苔的分布地小于100平方公里且受到栖息地破坏的威胁，但由于近期在广西和贵州也发现了种群，还需更为详细的调查。